# 파푸도
파푸도(스페인어: Papudo)는 칠레 발파라이소 주 페토르카 현의 코무나이다.